# Annika Danckert
Annika Danckert (* 24. Juni 1981 in Schwerin) ist eine ehemalige deutsche Basketballnationalspielerin.

## Laufbahn

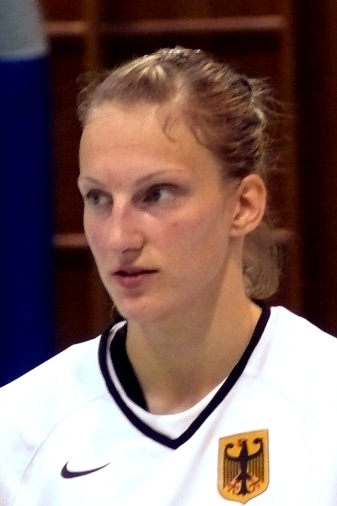
Annika Danckert

1995 begann die 1,82 m große Flügelspielerin ihre Karriere beim SC Schwerin und setzte sie beim PSV Schwerin fort. 2001 wechselte sie zum Zweitligisten BG 74 Göttingen und stieg mit diesem im Jahr 2003 in die 1. Damen-Basketball-Bundesliga auf. 2006 wechselte sie in die 2. italienische Liga zu Pallacanestro Broni 93. 2007 kehrte sie nach Deutschland zurück und wechselte zum TSV 1861 Nördlingen, mit dem sie 2008 Meister der 2. Damen-Basketball-Bundesliga Gruppe Süd wurde und in die 1. Bundesliga aufstieg. Zur Saison 2008/09 wechselte zum Erstligakonkurrenten BBV Leipzig und führte 2008/2009 die Punktliste der deutschen Spielerinnen der 1. Bundesliga an. Von dort wechselte sie in der Saison 2009/2010 nach Nördlingen zum Erstligisten BG Donau-Ries (aus dem TSV Nördlingen hervorgegangen), mit dem sie sich für die Endrunde des Deutschen Pokalwettbewerbes qualifizierte. In der Saison 2010/2011 spielte Annika Danckert für den Zweitligisten TSV Amicitia Viernheim. Sie spielte bis 2013 insgesamt drei Saisons für Viernheim und wechselte dann in der Saison 2013/14 zu den RheinStars Köln, ebenfalls in der zweiten Liga.
Am 22. Juli 2004 gab Danckert in Spała (Polen) bei einer 60:65-Niederlage gegen Polen ihr Debüt in der deutschen A-Basketballnationalmannschaft. Im Jahr 2005 nahm Danckert an der Universiade in Izmir (Türkei) teil. Sie stand im vorläufigen Kader zur Europameisterschaft 2007 in Chieti (Italien) und im Kader für die EM-Qualifikation 2008. Insgesamt kam sie auf 77 Länderspiele.
2017 gewann Danckert mit einer deutschen Ü30-Auswahl die FIMBA-Weltmeisterschaft in Montecatini (Italien).